# Panorpa arcuata
Panorpa arcuata är en näbbsländeart som först beskrevs av Navás 1912.  Panorpa arcuata ingår i släktet Panorpa och familjen skorpionsländor. Inga underarter finns listade i Catalogue of Life.